# Fernando Antunes
Fernando Antunes (Porto Alegre, 2 de fevereiro de 1887 — Rio de Janeiro, 21 de agosto de 1950) foi um político brasileiro.
Foi consultor geral da república, de 30 de novembro a 30 de dezembro de 1933. Foi ministro da Justiça e Negócios Interiores, de 23 de fevereiro a 27 de março de 1943.